# Pia Herrera
Pia Herrera, folkbokförd Pia Lisa Jurvanen, tidigare Conde, född Jurvanen den 18 april 1970 i Allhelgonaförsamlingen i Lund, är en svensk journalist och programledare.

## Biografi
Hösten 2004 var hon programledare för Söndagsmorgon (del av Nyhetsmorgon) i TV4. Innan dess hade hon varit nyhetsankare för TV4-nyheterna. Pia Herrera medverkade i På spåret hösten 2007 tillsammans med Thomas Petersson. Laget förlorade en match och vann en match. Därutöver har hon varit reporter och programledare på SVT-programmet Motorist tillsammans med Joppe Pihlgren.
Hon har arbetat som nyhetspresentatör på Rapport och tidigare på Aktuellt och A-ekonomi. År 2005 var hon programledare för galan Världens barn i SVT. Under Allsång på Skansen 2008 var hon en återkommande gäst i vip-hörnan. År 2012 slutade hon arbeta på SVT och arbetade då först som pressekreterare på Skatteverket och sedan som webb-tv-redaktör på Regeringskansliet. År 2017 återvände hon till TV och som programledare för Go'kväll. Hon var en av programledarna i Karlavagnen i Sveriges Radio P4 mellan 2022–2024.
2024 bytte hon karriär till presschef hos SAS.

### Familj
Pia Herrera är halvfinsk och halvkubansk, men hon är född och uppvuxen i Sverige. Hon har varit gift tre gånger och har en son.